# Know-how
A  know-how alatt általában olyan, közkinccsé nem vált gazdasági, műszaki vagy szervezési ismeretet értünk, amely a gyakorlatban felhasználható. A know-how forgalomképes, átruházható. Mind pontos definíciója, mind besorolása viták tárgya. Csécsy György megfogalmazása szerint „A know-how olyan titkos műszaki ismeretek összessége (tudás, gyártási tapasztalat), amely ahhoz szükséges, hogy egy gyártmány előállítása vagy egy eljárás alkalmazása műszakilag, de versenyszerűen is lehetséges legyen.”
Az Országgyűlés a 2018. július 20-i ülésnapján elfogadta az üzleti titok védelméről szóló 2018. évi LIV. törvényt, melynek az 1. § (2) bekezdése az alábbiak szerint adja meg a know-how fogalmát: „Védett ismeret (know-how) az üzleti titoknak minősülő, azonosításra alkalmas módon rögzített, műszaki, gazdasági vagy szervezési ismeret, megoldás, tapasztalat vagy ezek összeállítása.”

## A szó eredete
A kifejezés az angol „know-how” (kb. tudni, hogyan) kifejezésből származik. A legtöbb nyelven nem fordítják le, így magyarul is az angol kifejezést használjuk. A kivétel a francia nyelv, ahol a „savoir-faire” fordítás rávilágít, hogy a kifejezés pontos értelme a „tudni, hogyan (kell/érdemes/előnyös) csinálni” valamit.

## Elméleti problémák
Csécsy György professzor írta 2018-ban:

„Ami az oltalom szempontjából is fontos know-how definíciót illeti, az erre irányuló kísérletek igen változatos képet mutatnak. Az egymástól eltérő meghatározásoknál azonban lehet találni bizonyos rendező elveket. Ilyen lehet pl. hogy a know-how-nak mi a viszonya a hagyományos iparjogvédelmi intézményekhez.....Ebből a szempontból kétféle álláspontot különböztethetünk meg. Az egyik ún. maradékelmélet, amely szerint megfelelően szabályozott alakban a gyakorlatban rendelkezésre állnak a hagyományos iparjogvédelmi formák, tehát know-how fogalomkörét azokra a gyakorlatban hasznosítható ismeretekre kell korlátozni, amelyeket a hagyományos iparjogvédelmi formák nem védenek. A másik – ezzel ellentétes – elmélet az ún. absztrakciós elmélet szerint minden forgalomképes műszaki jellegű vagy más megoldást, ismeretet, tapasztalatot know-how-nak kell tekinteni függetlenül attól, hogy azt védi e valamilyen hagyományos iparjogvédelmi intézmény vagy sem. ”

## A know-how a Ptk.-ban

### A 2013. évi V. törvényben
A Polgári Törvénykönyvről szóló 2013. évi V. törvény  a know-how védelmét a személyiségi jogok körében helyezte el és az üzleti titok egyik fajtájaként szabályozza. Ennek megfelelően: „Az üzleti titokkal azonos védelemben részesül az az azonosításra alkalmas módon rögzített vagyoni értéket képviselő műszaki, gazdasági, vagy szervezési ismeret, tapasztalat vagy ezek összeállítása (védett ismeret), ha a jóhiszeműség és tisztesség elvét sértő módon szerzik meg, hasznosítják, közlik mással vagy hozzák nyilvánosságra.

### Az 1959. évi IV. törvényben
Magyarországon korábban  - a világon egyedülállóként -  a korábbi Ptk. elvileg deklarálta a know-how védelmét: „A törvény védi azokat a szellemi alkotásokat is, amelyekről külön jogszabályok nem rendelkeznek, de amelyek társadalmilag széles körben felhasználhatók és még közkinccsé nem váltak.”A know-how olyan gazdasági, műszaki és szervezési ismeret és tapasztalat, amely a gyakorlatban felhasználható, korlátozottan hozzáférhető, és amelyet az oltalom addig illet meg, amíg közkinccsé nem válik.  A know-how másra átruházható, vagyis forgalomképes.

## Titokvédelmi szempontból
A know-how olyan ipari titok, amely forgalomképes, vagyis adható-vehető, a használata engedélyezhető stb. 
A magyar Országgyűlés a 2018. július 20-i ülésnapján elfogadta az üzleti titok védelméről szóló 2018. évi LIV. törvényt,a melynek az 1. § (2) bekezdése így definiálja a know-how fogalmát: „Védett ismeret (know-how) az üzleti titoknak minősülő, azonosításra alkalmas módon rögzített, műszaki, gazdasági vagy szervezési ismeret, megoldás, tapasztalat vagy ezek összeállítása.”
Ez a meghatározás csak azokat az elemeket rögzíti, amelyek az  üzleti titok fogalmától eltérnek. Az üzleti titok fogalmából kikerült a „ha a jóhiszeműség és tisztesség elvét sértő módon szerzik meg, hasznosítják, közlik mással vagy hozzák nyilvánosságra” fordulat, ezáltal  a definíció egyszerűbbé és átláthatóbbá vált. 
A 2018. évi LIV. törvény az Európai Parlament és a Tanács által 2016. június 8. napján elfogadott, a nem nyilvános know-how és üzleti információk jogosulatlan megszerzésével, hasznosításával és felfedésével szembeni védelemről szóló 2016/943/EU irányelvét ülteti át a magyar jogba. A magyar jogalkotó azt a megoldást választotta, hogy az új fogalmi megközelítést, jogintézményeket és eljárási szabályokat nem a Polgári Törvénykönyvben illetve a Polgári eljárási törvényben helyezte el, hanem egy új jogszabályt alkotott. Ez a megoldás az üzleti titok számára nem személyiségi jogi, hanem vagyoni jogi jellegű védelmet biztosít. A know-how ennek alapján a szellemi tulajdonjogi védelem logikájára és szankciórendszerére épülő, speciális védelmet élvez.

## Európai uniós és TRIPS-szabályozás
Az európai uniós jogban know-how jogvédelem nem létezik. A szellemi tulajdoni jogérvényesítési irányelve hatálya alá tartozó jogok körébe az Európai Bizottság nem sorolja be a know-how-t, mégis számol annak létezésével. A know-how - a know-how jogátruházási és a know-how hasznosítási szerződés tárgyaként - a TRIPS Megállapodás 40. Cikkének keretei között, megjelent az Európai Bizottság egyes versenykorlátozó megállapodás alóli csoportmentesítési feltételeket tartalmazó rendeleteiben is.